# Eristalis circe
Eristalis circe är en tvåvingeart som beskrevs av Samuel Wendell Williston  1891. Eristalis circe ingår i släktet slamflugor, och familjen blomflugor. Inga underarter finns listade i Catalogue of Life.